# Lập chương trình độ lợi
Trong lý thuyết điều khiển, lập chương trình độ lợi là một phương pháp để điều khiển các hệ thống phi tuyến sử dụng một họ các bộ điều khiển tuyến tính, mỗi trong số đó điều khiển thích hợp ứng với một điểm hoạt động khác nhau của hệ thống.
Một hoặc nhiều biến có thể quan sát, được gọi là các biến lập chương trình, được sử dụng để xác định khu vực vận hành nào của hệ thống đang được điều khiển bởi và kích hoạt bộ điều khiển tuyến tính thích hợp. Ví dụ, trong một hệ thống điều khiển máy bay, độ cao và số Mach có thể là các biến lập chương trình, với các thông số điều khiển tuyến tính khác nhau khả dụng (và tự động đưa vào bộ điều khiển) cho các kết hợp khác nhau của hai biến này.
Những thành tựu mới nhất tương đối rộng về lập chương trình độ lợi đã được xuất bản trong (Survey of Gain-Scheduling Analysis & Design, D.J.Leith, WE.Leithead).